# Orde van de Witte Roos (Finland)
De Orde van de Witte Roos (Fins: Suomen Valkoisen Ruusun ritarikunta) is een op 28 januari 1919 door de Finse regent Carl Gustav Mannerheim ingestelde ridderorde. Het motto van de orde is "Isänmaan hyväksi" (Fins: Voor het welzijn van het vaderland). De Orde van de Finse Leeuw werd in 1942 ingesteld om de exclusiviteit van de Orde van Orde van de Witte Roos te kunnen bewaren. De orde heeft vijf rangen en wordt verleend voor civiele of militaire verdienste. De orde wordt ook "met zwaarden" verleend voor dapperheid aan het front. De orden van de Finse Leeuw en de Witte Roos delen een uit een kanselier, vicekanselier en vier leden bestaand kapittel.

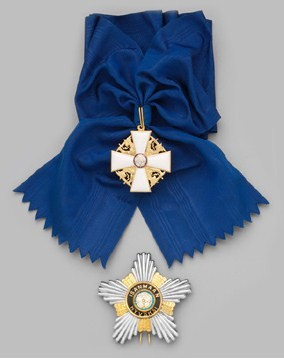
Grootkruis

## Graden
De graden van de orde zijn:
- (Grootkruis) met kraag
- (Grootkruis)
- Commandeur der Eerste Klasse
- (Commandeur)
- Ridder der Eerste Klasse (Officier)
- (Ridder) of Lid
- Finse Ereteken van de Witte Roos
- Finse Medaille van de Witte Roos in Goud
- Finse Medaille van de Witte Roos in Zilver
- Finse Medaille van de Witte Roos in Brons

## De versierselen van de Orde van de Witte Roos
Het lint van de orde is donkerblauw. De keten van de orde wordt in Finland alleen door de Grootmeester gedragen maar wordt ook aan vreemde staatshoofden verleend. Pas in 1963 werden de hakenkruisemblemen van de keten van de orde verwijderd en door gestileerde dennetakken vervangen. De orde wordt ook met briljanten verleend.
Het Finse Ereteken van de Witte Roos is een zilveren onderscheiding, men kan ook van een Damesorde spreken, een niet geëmailleerd ridderkruis, wordt alleen aan dames verleend en aan het lint van de orde gedragen. In oorlogstijd wordt het Finse ereteken van de Witte Roos in brons met zwaarden verleend in navolging van het Britse Victoria-Kruis.
De Finse Medaille van de Witte Roos in Goud, Zilver en Brons volgt in rang op de ridderkruizen en wordt aan het lint van de orde gedragen.